# پطروس مالایان
پطروس هوهانسی مالایان (ارمنی: Պետրոս Հովհաննեսի Մալայան؛ زاده ۴ ژانویهٔ ۱۹۲۷ - درگذشته ۱۷ مارس ۱۹۹۷) نقاش اهل ارمنستان بود.

## زندگی‌نامه
وی در ۴ ژانویهٔ ۱۹۲۷ در باکو در به دنیا آمد و از انستیتو دولتی هنری و نمایشی ایروان (۱۹۵۱) فارغ‌التحصیل گشت. وی همچنین برنده جوایزی همچون نقاش شایسته ارمنستان شوروی (۱۹۸۳) و روبان مدال کارگر ممتاز شد. وی در ۱۷ مارس ۱۹۹۷ در سن ۷۰ سالگی در تل‌آویو درگذشت.